# NGC 5534
NGC 5534 (również PGC 51055) – galaktyka spiralna z poprzeczką (SBab), znajdująca się w gwiazdozbiorze Panny. Odkrył ją Wilhelm Tempel 29 kwietnia 1881 roku. Niezależnie odkrył ją Édouard Jean-Marie Stephan 17 maja tego samego roku.
W galaktyce tej zaobserwowano supernową SN 2001bq.